# Transportation Distinguished Service Medal
La Transportation Distinguished Service Medal (en français: médaille du service distingué du ministère des transports) était la plus haute décoration qui pouvait être décernée par le secrétaire aux Transports à un membre de la Garde côtière des États-Unis (United States Coast Guard) pour des services exceptionnels rendus au gouvernement des États-Unis dans un poste à haute responsabilité. En 2003, elle a été remplacée par la Homeland Security Distinguished Service Medal.

## Histoire
La Transportation Distinguished Service Medal a été créée par le Executive Order (décret) signé par le président George H. W. Bush le 7 décembre 1992. Cette décoration a été décernée à tout membre de la Garde côtière qui a fourni des services exceptionnellement méritoires dans une fonction de grande responsabilité alors qu'il était affecté au ministère aux transports ou à d'autres activités sous la responsabilité du secrétaire aux transports, au niveau national ou international, selon ce que le secrétaire peut décider.
Avec la création du département de la Sécurité intérieure (United States Department of Homeland Security) en 2003 et le transfert des garde-côtes à ce département, la récompense est devenue la Homeland Security Distinguished Service Medal, décernée par le secrétaire à la Sécurité intérieure.

## Source
- (en) Cet article est partiellement ou en totalité issu de l’article de Wikipédia en anglais intitulé « Transportation Distinguished Service Medal » (voir la liste des auteurs).